# Starkenburg (château)
 (juillet 2025).
Si vous disposez d'ouvrages ou d'articles de référence ou si vous connaissez des sites web de qualité traitant du thème abordé ici, merci de compléter l'article en donnant les références utiles à sa vérifiabilité et en les liant à la section « Notes et références ».
 (juillet 2025).
Le contenu est difficilement compréhensible vu les erreurs de traduction, qui sont peut-être dues à l'utilisation d'un logiciel de traduction automatique.
Le Starkenburg au-dessus de Heppenheim situé à 295 m au-dessus du niveau de la mer au sommet du Schlossberg est un château-fort qui a prêté son nom aussi à l’ancienne province homonyme dans la Hesse méridionale. D’ici s’ouvrent des vues splendides sur la ville de Heppenheim ainsi que sur la plaine rhénane et au-delà du Rhin sur le Mont-Tonnerre, les hauteurs des montagnes du Palatinat et les Vosges du Nord.

## Histoire de Starkenburg
Les moines de l’Abbaye de Lorsch firent construire le château-fort en 1065 pour se protéger contre les tentatives de l’archevêque Adalbert de Brême de s’emparer du monastère. Le site, nommé originairement Bucheldon, fut mentionné sous le nom de Starkimberg pour la première fois en 1206 et donnait refuge et protection aux moines pendant que l’abbaye existait. 
Il était, par la suite une forteresse importante de l’électorat de Mayence et couvrait la partie de la route de montagne qui appartenait à Mayence. Il ne fut conquis que deux fois pendant la Guerre de Trente Ans. En 1765 on l’abandonna et le château tomba par la suite en ruine.
On dut démolir enfin son donjon fortement endommagé en 1924. Sa reconstruction, terminé en 1930, seule la toiture ne fut rajoutée qu’en 1957, à un emplacement beaucoup plus à l’ouest du plateau suscita de maintes discussion.  

## Installations
La ruine est aujourd’hui classée monument historique. La place de l’ancienne maison d’habitation est aujourd’hui occupée par une auberge de jeunesse.
À cause des fortes destructions au XIXè siècle, il n’y a que quelques éléments historiques encore en place. Entre ceux-ci on peut nommer le coin sud-est du palais et surtout les remparts qu’on peut encore distinguer dans la zone boisée devant le château.

## Légendes
Il y a des legendes concernant le château de Starkenburg parlant  de Mélampus, l'esprit d'un chien gardien du château. On raconte également qu'il aurait existé un passage souterrain reliant l'abbaye de Lorsch au château de Starkenburg. 